# دوري كرة القدم الماليزيي الممتاز 2007–08
دوري كرة القدم الماليزيي الممتاز 2007–08 هو موسم من دوري كرة القدم الماليزيي الممتاز ‏. فاز فيه Kuala Muda Naza F.C. ‏.